# Araneus lateriguttatus
Araneus lateriguttatus är en spindelart som först beskrevs av Karsch 1879.  Araneus lateriguttatus ingår i släktet Araneus och familjen hjulspindlar. Inga underarter finns listade i Catalogue of Life.